# Festival di Berlino 1964

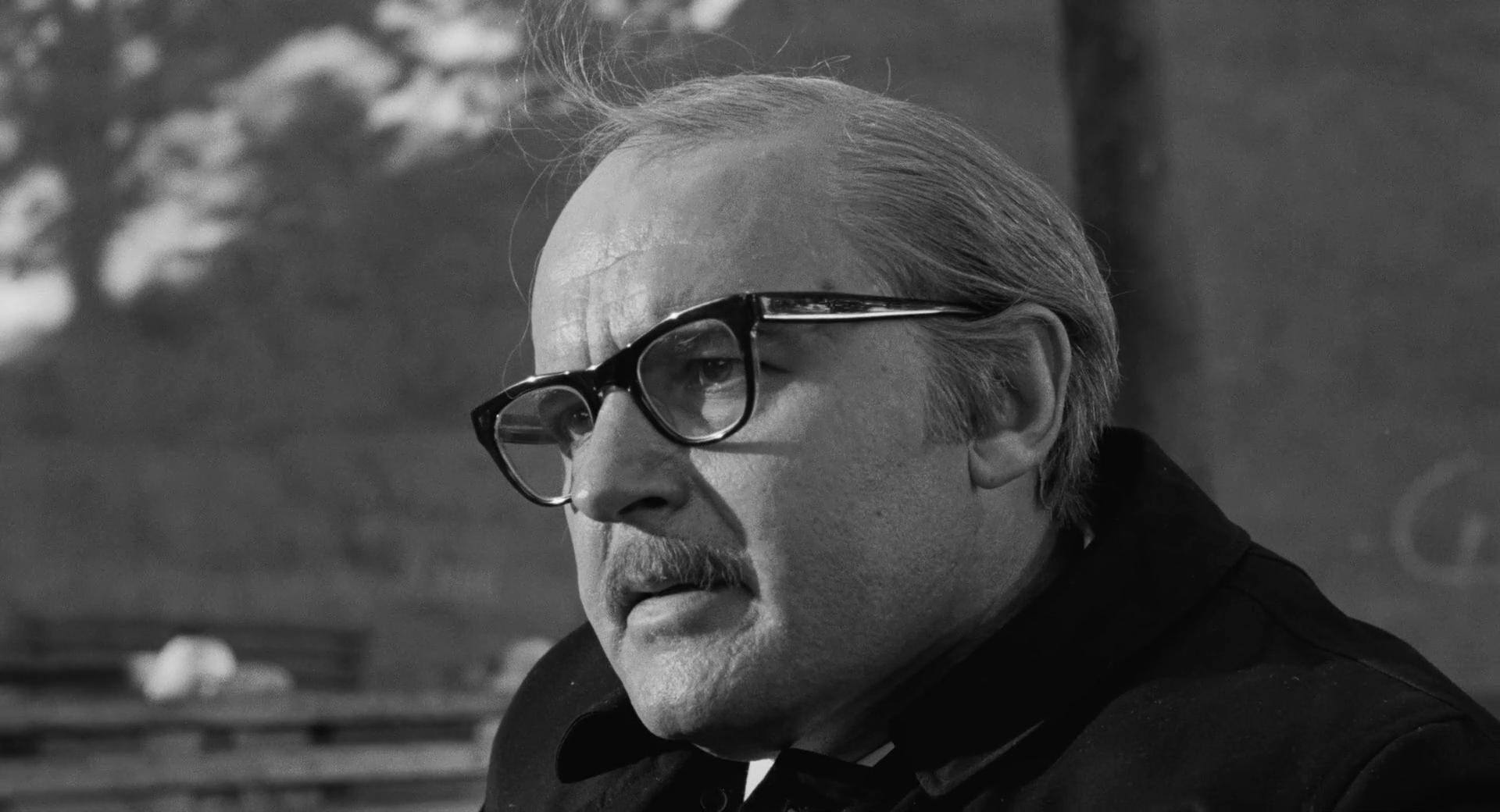
Rod Steiger, Orso d'argento per il miglior attore per L'uomo del banco dei pegni di Sidney Lumet.

La 14ª edizione del Festival internazionale del cinema di Berlino si è svolta a Berlino dal 26 giugno al 7 luglio 1964, con lo Zoo Palast come sede principale. Direttore del festival è stato per il quattordicesimo anno Alfred Bauer.
L'Orso d'oro è stato assegnato al film turco L'estate arida di Metin Erksan.
Le retrospettive di questa edizione sono state dedicate all'inventore e cineasta Louis Lumière, all'attrice Pola Negri e al regista Paul Leni.

## Storia

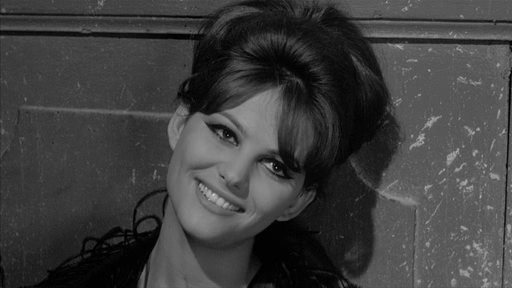
Claudia Cardinale, una delle presenze internazionali alla 14ª Berlinale.

La Berlinale del 1964 proseguì sulla stessa linea delle edizioni precedenti e secondo molti rappresentò il punto più basso dalla sua nascita. I giudizi dei critici furono inequivocabili, inclusi quelli di Ulrich Gregor sullo Spandauer Volksblatt Berlin («Il gioco è finito»), Friedrich Luft su Die Welt («Possiamo continuare così?»), Ennio Patalas su Filmkritik («Il tempo è scaduto, dottor Bauer!») e Karena Niehoff su Christ und Welt («E un festival muore in silenzio...»).
I film non riuscirono a convincere né il pubblico né la critica, che considerò l'Orso d'oro al film di Erksan un "certificato di impoverimento". La decisione della giuria presieduta dal regista americano Anthony Mann, che in molti dichiararono essere stata fatta principalmente su iniziativa del giurato francese Jacques Doniol-Valcroze, fu definita da Ulrich Gregor «una presa in giro di pubblico e stampa». Anche il film italiano in concorso, La ragazza di Bube diretto da Luigi Comencini, venne aspramente criticato: il Berliner Zeitung lo giudicò «un romanzo partigiano nevrotico filmato noiosamente su ricetta neorealistica». L'organizzazione stessa fu caratterizzata da una serie di conflitti di competenze e seccature politiche e l'atmosfera che aveva preceduto la rassegna era stata piuttosto tesa dato che nessuno voleva commettere errori dopo i disastri degli ultimi anni.
Una delle questioni aveva riguardato l'esclusione del controverso 490+1=491 del regista svedese Vilgot Sjöman, storia di sei giovani disadattati scelti per un esperimento sociale e costretti a vivere in un appartamento sotto la supervisione di due assistenti sociali. Il film era stato proposto dall'Associazione dei produttori svedesi e dallo Svenska Filminstitutet a causa dei problemi di distribuzione in patria, dov'era stato considerato "inadatto" per il pubblico, anche se nella motivazione ufficiale si fece semplicemente riferimento alle linee guida del festival, secondo cui l'unico criterio nella selezione di un film era il suo valore artistico. Il 17 aprile 1964, rappresentanti della Chiesa cattolica ed Evangelica avevano inviato una lettera al senatore Werner Stein sollevando dubbi circa il possibile effetto del film sul pubblico, sulla Chiesa e sullo standard del festival, sottolineato in modo inequivocabile che la sua presenza avrebbe portato al ritiro delle loro giurie. Pur con il sostegno del Senato di Berlino, il direttore Alfred Bauer si trovò in una posizione difficile dato che il regolamento non gli dava il potere di rifiutare un contributo ufficiale e alla fine fu deciso di ricorrere a un espediente formale. Pochi mesi prima, 490+1=491 era stato proiettato per la stampa durante il Festival di Cannes e, secondo le stesse linee guida, solo i film inediti al di fuori del Paese di origine e mai proiettati in altri festival o eventi simili erano autorizzati a competere alla Berlinale. Il 25 maggio Bauer informò lo Svenska Filminstitutet che il film era stato respinto, con conseguenti reazioni di sdegno da parte della Svezia e lettere di protesta inviate al sindaco Willy Brandt.
Il 28 agosto 1964, due mesi dopo la conclusione del festival, Bauer presentò al Senato di Berlino un programma in 10 punti per cercare di rinnovare la manifestazione: 
1 - Invitare film provenienti dai paesi socialisti
2 - Ridurre il comitato organizzativo a sei membri
3 - Invitare film già mostrati al di fuori del Paese di origine
4 - Creare una sovvenzione per i film presentati ai festival
5 - Creare una sezione e un premio per i Paesi emergenti
6 - Affiancare una "giuria della stampa" a quella ufficiale
7 - Proseguire la "Settimana della critica"
8 - Introdurre una sezione dedicata al cinema amatoriale
9 - Conquistare nuove fasce di pubblico
10 - Reintrodurre i premi del pubblico
Alcune delle proposte coincidevano con le idee già espresse dal Senato, specialmente quelle che miravano a una migliore organizzazione, mentre quelle relative alle sovvenzioni furono escluse a priori.
Questa e altre decisioni, come il rifiuto da parte dello stesso Bauer di Bande à part di Jean-Luc Godard e l'invito di Herrenpartie di Wolfgang Staudte scavalcando la commissione di selezione (che avrebbe preferito Kennwort... Reiher di Rudolf Jugert), furono discusse durante la "Settimana della critica", contro-manifestazione organizzata per la prima volta da un gruppo di critici cinematografici che alcuni anni più tardi avrebbe dato origine al Forum internazionale del giovane cinema.
Ma l'edizione del 1964 rappresentò anche il primo passo verso una sorta di rinnovamento e più che in passato Alfred Bauer si mostrò aperto alle critiche, anticipando il dibattito con un "decalogo" volto a ristrutturare il festival. Tra le proposte c'erano quelle di far partecipare la nuova generazione di critici alla programmazione e di consentire una maggiore libertà nel processo di selezione, in modo da invitare anche film provenienti dai Paesi del blocco sovietico e quelli già proiettati in altre rassegne.
Quest'ultima proposta in particolare fu la reazione a un dibattito già aperto all'inizio dell'anno sulla location del festival, legato al sensibile status diplomatico di Berlino e ai vincoli politici che gravavano sulla Berlinale. Il giornalista Karl H. Kaesbach della rivista Münchner Leben aveva suggerito di organizzare il festival periodicamente in diverse città, come Monaco di Baviera, Düsseldorf o Baden-Baden, in modo che i Paesi socialisti fossero indotti a partecipare. Dopo reazioni severe e talvolta polemiche la sede del festival fu ritenuta fuori discussione ma il dibattito su come renderlo artisticamente indipendente dalla condizione politica della città proseguì. Bauer e il senatore Stein si mostrarono favorevoli al trasferimento della rassegna a una società a responsabilità limitata, ma il tentativo fallì soprattutto a causa dell'opposizione del governo federale, che sarebbe rimasto il co-organizzatore ufficiale.
Per quest'anno quindi il festival si svolse secondo le vecchie regole, ma i giudizi estremamente negativi sulla 14ª Berlinale portarono a un'attività frenetica all'interno del Senato e del comitato organizzativo. L'opinione dominante era che servivano misure di ampia portata per ristrutturare la manifestazione e la stessa posizione di Bauer come direttore cominciò ad essere messa in discussione, soprattutto riguardo a eventuali limitazioni nella scelta dei film. Rappresentanti del Senato, del festival e dell'industria cinematografica incontrarono critici e giornalisti come Karena Niehoff, Ilse Urbach, Klaus Hebecker, Volker Baer, Ulrich Gregor, Enno Patalas e Friedrich Luft, per discutere la proposta di sfruttarne la competenza nel processo di selezione. Il risultato fu l'ingresso della critica cinematografica nel comitato organizzativo, novità che avrebbe creato un contrappeso ai vari rappresentanti di Paesi e associazioni.

## Giurie

### Giuria internazionale
- Anthony Mann, regista (Stati Uniti) - Presidente di giuria[11]
- Yorgos Javellas, regista e sceneggiatore (Grecia)
- Gerd Ressing, storico e giornalista (Germania Ovest)
- Hermann Schwerin, giurista e produttore cinematografico (Germania Ovest)
- Jacques Doniol-Valcroze, attore, regista, sceneggiatore e critico cinematografico (Francia)
- Lucas Demare, regista, sceneggiatore e produttore (Argentina)
- Richard Todd, attore (Regno Unito)
- Takashi Hamama (Emirati Arabi Uniti)

### Giuria "Documentari e cortometraggi"
- Girija Kanta Mookerjee, diplomatico, educatore e scrittore (India) - Presidente di giuria[11]
- Ferdinand Kastner, critico cinematografico (Austria)
- Burhan Arpad, giornalista e scrittore (Turchia)
- Hans-Joachim Hossfeld, regista (Germania Ovest)
- Peter Schamoni, regista, sceneggiatore e produttore (Germania Ovest)
- Aud Thagaard, critico cinematografico (Norvegia)
- Roland Verhavert, regista (Belgio)

## Selezione ufficiale
- L'amore senza ma... (L'Amour avec des si), regia di Claude Lelouch (Francia)
- El aydi el naema, regia di Mahmoud Zulfikar (Egitto)
- I cavalieri della vendetta (Llanto por un bandido), regia di Carlos Saura (Spagna, Francia, Italia)
- Circe, regia di Manuel Antin (Argentina)
- Cronache entomologiche del Giappone (Nippon konchûki), regia di Shōhei Imamura (Giappone)
- La doppia vita di Dan Craig (Night Must Fall), regia di Karel Reisz (Regno Unito)
- L'estate arida (Susuz Yaz), regia di Metin Erksan (Turchia)
- Faust, regia di Michael Suman (Stati Uniti)
- I fucili (Os Fuzis), regia di Ruy Guerra (Brasile, Argentina)
- La grande città (Mahanagar), regia di Satyajit Ray (India)
- Herrenpartie, regia di Wolfgang Staudte (Germania Ovest, Jugoslavia)
- Kanajo to kare, regia di Susumu Hani (Giappone)
- Kesällä kello 5, regia di Erkko Kivikoski (Finlandia)
- Ostaggi innocenti (Die Zeit der Schuldlosen), regia di Thomas Fantl (Germania Ovest)
- I piaceri coniugali (La difficulté d'être infidèle...), regia di Bernard Toublanc-Michel (Italia, Francia)
- La ragazza di Bube, regia di Luigi Comencini (Italia, Francia)
- Rivolta al braccio della morte (Los evadidos), regia di Enrique Carreras (Argentina)
- Schiavo d'amore (Of Human Bondage), regia di Ken Hughes (Regno Unito)
- Selvmordsskolen, regia di Knud Leif Thomsen (Danimarca)
- Tonio Kröger, regia di Rolf Thiele (Germania Ovest, Francia)
- L'uomo del banco dei pegni (The Pawnbroker), regia di Sidney Lumet (Stati Uniti)
- La visita, regia di Antonio Pietrangeli (Italia, Francia)

### Documentari e cortometraggi
- IX. Olympische Winterspiele Innsbruck 1964, regia di Theo Hörmann (Austria)
- Alleman, regia di Bert Haanstra (Paesi Bassi)
- Anmeldung, regia di Rob Houwer (Paesi Bassi)
- Aru kikanjoshi, regia di Noriaki Tsuchimoto (Giappone)
- Kirdi, regia di Max Lersch (Austria)
- Kontraste, regia di Wolfgang Urchs (Germania Ovest)
- Olle Olson Hagalund, regia di Rune Ericson (Svezia)
- Polnische Passion, regia di Janusz Piekałkiewicz (Polonia)
- Signale, regia di Raimund Ruehl (Germania Ovest)
- Sunday Lark, regia di Sanford Semel (Stati Uniti)

## Premi

### Premi della giuria internazionale
- Orso d'oro: L'estate arida di Metin Erksan
- Orso d'argento, gran premio della giuria: I fucili di Ruy Guerra
- Orso d'argento per il miglior regista: Satyajit Ray, per La grande città
- Orso d'argento per la migliore attrice: Sachiko Hidari, per Kanajo to kare di Susumu Hani e Cronache entomologiche del Giappone di Shōhei Imamura
- Orso d'argento per il miglior attore: Rod Steiger, per L'uomo del banco dei pegni di Sidney Lumet

### Premi della giuria "Documentari e cortometraggi"
- Orso d'oro per il miglior documentario: Alleman di Bert Haanstra
- Orso d'oro per il miglior cortometraggio: Kirdi di Max Lersch
- Orso d'argento (cortometraggi):
Sunday Lark di Sanford Semel
Kontraste di Wolfgang Urchs
Anmeldung di Rob Houwer
- Orso d'argento, premio straordinario della giuria (cortometraggi): Signale di Raimund Ruehl

### Premi delle giurie indipendenti
- Premio FIPRESCI: La visita di Antonio Pietrangeli
Menzione d'onore: Herrenpartie di Wolfgang Staudte
- Premio OCIC: Kanajo to kare di Susumu Hani
- Premio UNICRIT: Alleman di Bert Haanstra
- Premio INTERFILM: Selvmordsskolen di Knud Leif Thomsen
- Jugendfilmpreis:
Miglior lungometraggio: Kanajo to kare di Susumu Hani
Menzione d'onore: Ostaggi innocenti di Thomas Fantl
Miglior cortometraggio: ex aequo Anmeldung di Rob Houwer e Aru kikanjoshi di Noriaki Tsuchimoto
Miglior documentario: Alleman di Bert Haanstra